# Sandalodes
Genre
Synonymes
- Ligurinus Karsch 1878 nec Koch 1816
- Karschiola Strand, 1932 nec Gaede, 1926
- Karschiolina Brignoli, 1985

Sandalodes est un genre d'araignées aranéomorphes de la famille des Salticidae.

## Distribution
Les espèces de ce genre se rencontrent en Australie, en Nouvelle-Guinée et à Sulawesi.

## Liste des espèces
Selon World Spider Catalog (version 18.0, 15/05/2017) :
- Sandalodes albovittatus (Keyserling, 1883)
- Sandalodes bernsteini (Thorell, 1881)
- Sandalodes bipenicillatus (Keyserling, 1882)
- Sandalodes celebensis Merian, 1911
- Sandalodes joannae Żabka, 2000
- Sandalodes minahassae Merian, 1911
- Sandalodes pumicatus (Thorell, 1881)
- Sandalodes scopifer (Karsch, 1878)
- Sandalodes superbus (Karsch, 1878)

## Publication originale
- Keyserling, 1883 : Die Arachniden Australiens. Nürnberg, vol. 1, p. 1421-1489 (texte intégral).